# Нижалой
Нижалой (чечен. Нижалой) — один из старинных чеченских тайпов, который входит в состав чеберлойцев.

## География и расселение
Общество граничило на севере с Агишты и Махкеты, на востоке с ЧIебарла, на западе с Дӏай и на юге с Чобаьхкинаройцами. Под одним и тем же названием «Нижала» было три аула: первый — на в. от Осхар-овл, второй — на в. от ГIази-овл, третий — между Жубиган-овл и ГIези-овл. Нижалой, Дӏай и Боси считаются потомками трёх братьев.
Нижалой. Общество располагалось в бассейне правого притока Шаро-Аргуна речке Нижалой-ахк и граничило на западе (по руслу Шаро-Аргуна) с Даем, на востоке и юго-востоке с Чебарлоем, на юге с Саьрбалой и Нохч-Кела, на северес обществами большого Нахч-Махкоевского союза (в XVI—XVIII вв. известного в русских документах как Мичкизская земля и Ичкерия).
По данным Сулейманова Ахмада, в данном обществе одноимённых Нижала было 3 аула: первый на восток от Оскар-аула, второй также на восток от Гази-аула, и третий между Жубиган-аулом и Гази-аулом. Этимология Нижала неясна. Кроме перечисленных мы имеем ещё поселения как: Гонта, Дургойн-аул, Гадана, Цинтиг-аул, Патан-аул и, возможно, Богучарой.
Ахмед Сулейманов зафиксировал представителей тайпа в с. Валерик. У тайпа имеется гора которая носит название тайпа Нижалойн лам (Нижалойн лам) «Нижалойцев гора» — на ю-з. от Нижала.

## Общие сведения
Управлялись собственными старшинами. Общество ислам приняло позже середины XVII в. Жители общества по данным XVIII в. были, наряду с чеберлоевцами, «овцами, коровами… богаты».

## Язык
Общество Нижалой было тесно связано с более крупным Чеберлоевским союзом и его население говорило на нижнечеберлоевском говоре чеберлоевского диалекта чеченского языка. Поэтому зачастую Нижалой объединяют с союзом Чеберлой.

## Известные нижалоевцы
- Абдурахман Авторханов — советолог, писатель, публицист и общественный деятель.
- Каим-Хаджи Ахаев (1875—1944) религиозный и общественный деятель, богослов, сподвижник Узуна-Хаджи, генерал-майор и министр двора Северо-Кавкаского эмирата в 1919—1920 гг.[6]